# Бацилек, Станислав
Станислав Бацилек (13 ноября 1929, Кладно, Чехословакия — 26 марта 1997) — чехословацкий хоккеист, защитник и тренер, также играл в футбол.

## Биография
Родился 13 ноября 1929 года в Кладно.
Начинал играть в хоккей в команде «Крочехлавы» из своего родного города. В 1946—1949 годах выступал за пражскую команду ЧЛТК. В 1949 году пришёл в клуб «Кладно», поначалу играл в футбольной команде, а осенью 1951 года дебютировал за хоккейную команду. В 1953 году в связи с призывом в армию играл за хоккейную команду «Кржидла Власти» из Оломоуца. В 1954 году перешёл в столичный клуб «Спартак-Соколово», где образовал лучшую в стране пару защитников с Карелом Гутом. В 1955 году вернулся в «Кладно», который снова вышел в Первую лигу. В 1959 году помог команде выиграть чемпионат Чехословакии. В 1965 году недолго тренировал команду. Покинул «Кладно» в 1968 году, недолго поиграл за «Унгошть», затем год провёл в итальянском клубе «Кортина», где и завершил карьеру.
С 1953 по 1960 годы играл за сборную Чехословакии. В её составе сыграл 71 матч, забил 12 голов. Участник многих чемпионатов мира и Европы, также зимних Олимпийских игр 1956 и 1959 годов. Бронзовый призёр чемпионатов мира 1955, 1957 и 1959 годов, серебряный призёр чемпионатов Европы 1955, 1959 и 1960 годов, бронзовый призёр чемпионатов Европы 1954, 1956, 1957 и 1958 годов. Был одним из лучших позиционных защитников европейского хоккея 1950-х годов, отличался смелостью и самоотверженностью. В 2010 году введён в Зал славы чешского хоккея.
После завершения игровой карьеры работал тренером. Тренировал команду «Татры» из Колина.
Скончался 26 марта 1997 года.